# Tyrone Brazelton
Tyrone Brazelton (Chicago, 30 marzo 1986) è un ex cestista statunitense, professionista nella NBDL, in Europa e in Asia.

## Palmarès

### Squadra
- Campionato bulgaro: 1

Levski Sofia: 2020-21
- Supercoppa polacca: 1

Rosa Radom: 2016

### Individuale
- MVP Supercoppa polacca: 1

Rosa Radom: 2016